# Boum Nkok
Boum Nkok ou Boumkok est un village de la région du Centre du Cameroun, situé dans la commune de Makak. 

## Population et développement
En 1962, la population de Boum Nkok était de 294 habitants. La population de Boum Nkok était de 660 habitants dont 339 hommes et 321 femmes, lors du recensement de 2005. 

## Personnalités nées à Boum Nkok
- Pierre Henri Boum Nack, Secrétaire d’État aux Travaux Publics (Gouvernement du 20 novembre 1965)[2]   .